# 블로피시

블로피시의 파이스텔 암호 함수

블로피시(blowfish)는 1993년 브루스 슈나이어가 설계한 키(key) 방식의 대칭형 블록 암호이다. 수많은 암호화 제품군에 포함되어 있다. 블로피시는 소프트웨어에서 양호한 암호화 속도를 제공하지만 현재는 고급 암호화 표준이 더 많은 눈길을 끌고 있다.
슈나이어는 블로피시를 일반 목적의 알고리즘으로 설계했으며 DES의 대안으로서 다른 알고리즘에 관련된 제약과 문제를 해결하기 위해 고안하였다. 블로피시가 공개되었을 당시에 수많은 다른 디자인들은 사유(클로즈드 소스)였고 정부 및 산업체의 기밀 사항 또는 특허화되어 있었다. 슈나이어는 "블로피시에는 특허가 없으며 모든 나라에서도 마찬가지일 것입니다. 그러므로 이 알고리즘은 퍼블릭 도메인에 속하며 누구든지 자유로이 사용할 수 있습니다."라고 언급하였다.
이 디자인의 유명한 기능에는 키 의존 S 박스, 더 복잡한 키 스케줄이 있다.

## 알고리즘
블로피시는 64비트 블록 크기, 또 32비트에서 최대 448비트에 이르는 가변 키 길이를 갖추고 있다. 16 라운드 파이스텔 암호로서 대형 키 의존 S 박스를 이용한다. 구조는 수정된 S 박스를 사용하는 CAST-128과 비슷하다.

## 같이 보기
- AES
- 투피시
- 스리피시

## 참고 문헌
1. ↑  Vincent Rijmen (1997). “Cryptanalysis and Design of Iterated Block Ciphers”. 《Ph.D thesis》. 2013년 5월 8일에 원본 문서 (PostScript)에서 보존된 문서.
2. ↑  Bruce Schneier (1993). “Description of a New Variable-Length Key, 64-Bit Block Cipher (Blowfish)”.

- Vincent Rijmen, "Cryptanalysis and design of iterated block ciphers", doctoral dissertation, October 1997.
- Bruce Schneier, Description of a New Variable-Length Key, 64-bit Block Cipher (Blowfish). Fast Software Encryption 1993: 191–204 .
- Bruce Schneier, The Blowfish Encryption Algorithm—One Year Later, Dr. Dobb's Journal, 20(9), p. 137, September 1995 .
- Serge Vaudenay, "On the weak keys of Blowfish," Fast Software Encryption (FSE'96), LNCS 1039, D. Gollmann, Ed., Springer-Verlag, 1996, pp. 27–32.